# Víctor Figueroa
Víctor Figueroa (San Isidro, Buenos Aires, Argentina; 29 de septiembre de 1983) es un futbolista argentino. Juega de mediocentro ofensivo o extremo y su equipo actual es Chacarita juniors de la Primera Nacional, segunda división del fútbol argentino.

## Trayectoria
Sus comienzos fueron en la liga de fútbol del club Chacarita Juniors, su contextura física no le permitía el ingreso a AFA, tras dos excelentes temporadas su técnico César Gratz, lo recomendó al entonces coordinador de las divisiones inferiores, Enrique Borrelli, así fue que pudo ser parte de la quinta división en donde lo trabajaron físicamente y de esa forma estuvo capacitado para el gran desafío que era jugar en primera. 
Debutó el 24 de mayo de 2003 en Chacarita Juniors con Carlos Babington, con el funebrero jugó 24 partidos y convirtió un gol en primera división. Jugó la B Nacional en su club en la temporada 2004-05 y 2005-06, total 70 partidos 7 goles. En la temporada 2006-07 recaló en el fútbol belga en el club Beerschot donde jugó 10 partidos sin convertir goles. Volvió al país para vestir la casaca de Sarmiento de Junin en la Primera B con 14 partidos y un gol. En la temporada 2007-08 regresó al club que lo vio nacer y vistió la casaca de Chacarita en la B Nacional en 37 encuentros convirtiendo 9 goles. 
En 2008 juega en Godoy Cruz de Mendoza donde forma una dupla goleadora con Leandro Caruso y en el año 2009 regresa al fútbol internacional, esta vez en un club de Arabia Saudita, el Al-Nasr de Riad donde jugó 42 partidos y convirtió 19 goles. 
En la pretemporada de invierno regresó al país para vestir la casaca rojinegra. Debutó en Newell's Old Boys el 7 de agosto de 2011 con Javier Torrente y frente a Estudiantes de La Plata en la primera fecha del Apertura 2011 en el Coloso Marcelo Bielsa, (0-0). Bajo las órdenes de Gerardo Martino, se consagró campeón del torneo oficial del fútbol argentino en el 2013. En 2015, Lucas Bernardi le avisó a él y otros jugadores que no los iba a tomar en cuenta para la temporada 2016.
Entonces, Víctor tuvo que buscar otro destino y recaló en Colón de Santa Fe
En el segundo semestre de 2019 se une a Sociedad Deportiva Aucas, donde jugó hasta finales del 2022, año en el que el club obtuvo el título de campeón de la Serie A de Ecuador del futbol Ecuatoriano.

## Estadísticas

### Clubes
Actualizado al último partido disputado el 26 de octubre de 2023.
| Club                         | Temporada           | Liga | Liga  | Liga   | Copas nacionales | Copas nacionales | Copas nacionales | Copas internacionales | Copas internacionales | Copas internacionales | Total | Total | Total  |
| Club                         | Temporada           | PJ   | Goles | Asist. | PJ               | Goles            | Asist.           | PJ                    | Goles                 | Asist.                | PJ    | Goles | Asist. |
| ---------------------------- | ------------------- | ---- | ----- | ------ | ---------------- | ---------------- | ---------------- | --------------------- | --------------------- | --------------------- | ----- | ----- | ------ |
| Chacarita Juniors Argentina  | 2002-03             | ?    | ?     |        | -                | -                | -                | -                     | -                     | -                     | ?     | ?     |        |
| Chacarita Juniors Argentina  | 2003-04             | 23   | 1     |        | -                | -                | -                | -                     | -                     | -                     | 23    | 1     |        |
| Chacarita Juniors Argentina  | 2004-05             | 24   | 7     |        | -                | -                | -                | -                     | -                     | -                     | 24    | 7     |        |
| Chacarita Juniors Argentina  | 2005-06             | ?    | ?     |        | -                | -                | -                | -                     | -                     | -                     | ?     | ?     |        |
| Chacarita Juniors Argentina  | Total               | 116  | 11    |        | -                | -                | -                | -                     | -                     | -                     | 116   | 11    |        |
| Beerschot AC · Bélgica       | 2006                | 10   | 0     | 0      | -                | -                | -                | -                     | -                     | -                     | 10    | 0     |        |
| Beerschot AC · Bélgica       | Total               | 10   | 0     | 0      | -                | -                | -                | -                     | -                     | -                     | 10    | 0     |        |
| Sarmiento de Junin Argentina | 2007                | 14   | 1     |        | -                | -                | -                | -                     | -                     | -                     | 14    | 1     |        |
| Sarmiento de Junin Argentina | Total               | 14   | 1     |        | -                | -                | -                | -                     | -                     | -                     | 14    | 1     |        |
| Chacarita Juniors Argentina  | 2007-08             | 34   | 9     |        | -                | -                | -                | -                     | -                     | -                     | 34    | 9     |        |
| Chacarita Juniors Argentina  | Total               | 34   | 9     |        | -                | -                | -                | -                     | -                     | -                     | 34    | 9     |        |
| Godoy Cruz Argentina         | 2008-09             | 36   | 9     | 8      | -                | -                | -                | -                     | -                     | -                     | 36    | 9     | 8      |
| Godoy Cruz Argentina         | Total               | 36   | 9     | 8      | -                | -                | -                | -                     | -                     | -                     | 36    | 9     | 8      |
| Al-Nassr Arabia Saudita      | 2009-10             | 20   | 9     | 2      | -                | -                | -                | -                     | -                     | -                     | 20    | 9     | 2      |
| Al-Nassr Arabia Saudita      | 2010-11             | 22   | 6     | 1      | 4                | 1                | 1                | 7                     | 0                     | 0                     | 33    | 7     | 2      |
| Al-Nassr Arabia Saudita      | Total               | 42   | 15    | 3      | 4                | 1                | 1                | 7                     | 0                     | 0                     | 53    | 16    | 4      |
| Newell's Old Boys Argentina  | 2011-12             | 30   | 4     | 1      | -                | -                | -                | -                     | -                     | -                     | 30    | 4     | 1      |
| Newell's Old Boys Argentina  | 2012-13             | 34   | 4     | 2      | 1                | 0                | 0                | 12                    | 0                     | 3                     | 47    | 4     | 5      |
| Newell's Old Boys Argentina  | 2013-14             | 32   | 2     | 9      | -                | -                | -                | 6                     | 0                     | 2                     | 38    | 2     | 11     |
| Newell's Old Boys Argentina  | 2014-15             | 16   | 0     | 3      | -                | -                | -                | -                     | -                     | -                     | 16    | 0     | 3      |
| Newell's Old Boys Argentina  | 2015                | 19   | 3     | 2      | -                | -                | -                | -                     | -                     | -                     | 19    | 3     | 2      |
| Newell's Old Boys Argentina  | Total               | 131  | 13    | 17     | 1                | 0                | 0                | 18                    | 0                     | 5                     | 150   | 13    | 22     |
| Colón de Santa Fe Argentina  | 2016                | 14   | 2     | 3      | 1                | 0                | 0                | -                     | -                     | -                     | 15    | 2     | 3      |
| Colón de Santa Fe Argentina  | Total               | 14   | 2     | 3      | 1                | 0                | 0                | -                     | -                     | -                     | 15    | 2     | 3      |
| Newell's Old Boys Argentina  | 2016-17             | 23   | 3     | 1      | 2                | 0                | 0                | -                     | -                     | -                     | 25    | 3     | 1      |
| Newell's Old Boys Argentina  | 2017-18             | 22   | 1     | 3      | 3                | 0                | 0                | 2                     | 0                     | 0                     | 26    | 1     | 3      |
| Newell's Old Boys Argentina  | 2018-19             | 23   | 2     | 2      | 2                | 0                | 0                | -                     | -                     | -                     | 25    | 2     | 2      |
| Newell's Old Boys Argentina  | Total               | 68   | 6     | 6      | 7                | 0                | 0                | 2                     | 0                     | 0                     | 76    | 6     | 6      |
| Aucas · Ecuador              | 2019                | 19   | 9     | 2      | -                | -                | -                | -                     | -                     | -                     | 19    | 9     | 2      |
| Aucas · Ecuador              | 2020                | 29   | 8     | 7      | -                | -                | -                | 2                     | 0                     | 1                     | 31    | 8     | 8      |
| Aucas · Ecuador              | 2021                | 27   | 8     | 10     | -                | -                | -                | 5                     | 0                     | 0                     | 32    | 8     | 10     |
| Aucas · Ecuador              | 2022                | 29   | 4     | 4      | 3                | 1                | 0                | -                     | -                     | -                     | 32    | 5     | 4      |
| Aucas · Ecuador              | Total               | 104  | 29    | 23     | 3                | 1                | 0                | 7                     | 0                     | 1                     | 114   | 30    | 24     |
| Cuniburo · Ecuador           | 2023                | 32   | 6     | 0      | 0                | 0                | 0                | -                     | -                     | -                     | 32    | 6     | 0      |
| Cuniburo · Ecuador           | Total               | 32   | 6     | 0      | 0                | 0                | 0                | 0                     | 0                     | 0                     | 32    | 6     | 0      |
| Total en su carrera          | Total en su carrera | 601  | 101   | 60     | 16               | 2                | 1                | 34                    | 0                     | 6                     | 651   | 103   | 67     |

## Palmarés

### Campeonatos nacionales
| Título           | Club              | País      | Año    |
| ---------------- | ----------------- | --------- | ------ |
| Primera División | Newell's Old Boys | Argentina | F-2013 |
| Serie A          | Aucas             | Ecuador   | 2022   |

### Distinciones individuales
| Distinción                                      | Año  |
| ----------------------------------------------- | ---- |
| Mejor volante ofensivo de la Serie A de Ecuador | 2022 |
| 11 ideal de la Serie A de Ecuador               | 2022 |